# Пустынный гунди
Пустынный гунди (лат. Ctenodactylus vali) — вид грызунов семейства гребнепалых. Сначала он рассматривался как подвид гунди (Ctenodactylus gundi), но дополнительные исследования показали, что это отдельный вид. Олдфилд Томас не объяснил свой выбор научного имени для этого вида.
Пустынный гунди имеет обособленные популяции, первая популяция — в крайнем северо-восточном Марокко и северо-западном Алжире, вторая популяция - на северо-западе Ливии за 1000 километров от первой. Этот вид обитает в скалистых местностях, находя убежище в трещинах и каменистых ущельях. Живёт в более сухих пустынных районах и ведёт более одиночный образ жизни, чем гунди.
Самцы и самки собираются вместе только в брачный сезон с ноября по январь. Беременность длится 56 дней, после этого рождаются 1—3 детёныша. Вид имеет два или три выводка в год. Как правило, активен днём, хотя иногда проявляет активность в течение короткого периода после захода солнца.
Количество хромосом, 2n = 40.
Угрозы для вида неизвестны, но предполагается, что серьёзных нет. Неизвестно, обитает ли вид на особо охраняемых природных территориях.